# Soon May the Wellerman Come
Soon May The Wellerman Come, également connu sous le nom de Wellerman, est un chant sur les chasseurs de baleines des années 1860-1870.
Originaire de Nouvelle-Zélande, le titre du chant fait référence aux wellermen, les navires ravitailleurs appartenant aux frères Weller (en). Publiée pour la première fois dans un livre de chansons folkloriques néo-zélandaises en 1973. Reprise par le chanteur Nathan Evans en 2021, la chanson obtient un succès et devient virale sur le réseau social TikTok.

## Contexte
L'histoire de la chasse à la baleine en Nouvelle-Zélande s'étend de la fin du XVIIIe siècle à 1965. Dans les années 1830, des commerçants nés en Angleterre, les frères Weller, vendent des provisions aux baleiniers en Nouvelle-Zélande depuis leur base d'Otakou, près de l'actuelle Dunedin. Leurs employés sont également connus sous le nom de wellermen.

## Historique
La chanson aurait été écrite en Nouvelle-Zélande vers les années 1860 ou 1870. Bien que sa paternité soit inconnue, elle a probablement été écrite par un adolescent marin ou un baleinier. Elle est recueillie à l'origine vers 1966 par le professeur de musique néo-zélandais et compilateur de chansons folkloriques Neil Colquhoun d'un certain F. R. Woods. Âgé de 80 ans à l'époque, il aurait entendu la chanson, ainsi que la chanson John Smith AB, de son oncle. Cette dernière est imprimée dans un numéro de 1904 du Bulletin, où elle est attribuée à un certain DH Rogers. Il est possible que Rogers soit l'oncle de Woods, qui a travaillé comme adolescent marin ou baleinier du rivage au début du milieu du XIXe siècle et a composé les deux chansons dans ses dernières années, les transmettant finalement à son neveu. En 1973, Soon May the Wellerman Come est inclus dans le livre, publié par Neil Colquhoun, de chansons folkloriques néo-zélandaises, New Zealand Folksongs: Songs of a Young Country.

## Paroles
Les paroles de la chanson décrivent un baleinier appelé Billy o' Tea et sa rencontre avec une baleine franche (« right whale » en anglais). Dans les couplets, un narrateur extérieur relate la chasse qui dure « quarante jours et plus » ; la baleine se débat et provoque de grosses pertes en matériel, tandis que le capitaine — contraint par le code d'honneur des baleiniers — ne peut abandonner la poursuite. À la fin de la chanson, le Billy o'Tea se transforme en hypothétique navire légendaire engagé pour toujours dans son combat contre la baleine devenue animal mythique (« autant que je sache, la lutte continue »).
Son refrain « Et apportez-nous du sucre, du thé et du rhum » illustre le fait que les frères Weller étaient les principaux fournisseurs de baleiniers à terre et que leurs ouvriers, dans les ports de chasse à la baleine, n'étaient pas payés en argent, mais en vêtements, spiritueux et tabac.

## Enregistrements et gain en popularité
La chanson est plusieurs fois interprétée et remixée, avec plus de dix interprétations enregistrées entre 1967 et 2005. En 1990, un trio folk basé en Nouvelle-Angleterre composé de Gordon Bok, Ann Mayo Muir et Ed Trickett enregistre une version sur leur disque And So Will We Yet, produit par Folk-Legacy Records, maison de disques basée à Sharon (Connecticut). Une interprétation particulièrement connue de la chanson est réalisée par The Longest Johns, le groupe a cappella de Bristol, en 2018.
La version de la chanson enregistrée par Nathan Evans devient virale sur le réseau social TikTok en 2021, où elle est popularisée comme chant de marin (sea shanty) bien qu'elle soit plus précisément décrite comme une ballade. En effet, elle n'est pas construite sur une structure d'appel et réponse comme les chants de marin, conçus pour rythmer le travail. Certaines sources, notamment The Guardian, comparent l'isolement social des adolescents baleiniers au XIXe siècle à celui des jeunes isolés durant le confinement du Covid-19.